# Alles Atze
Alles Atze (Eigenschreibweise: alles atze) ist eine deutsche Comedy-Serie, die von 1999 bis 2006 von RTL produziert wurde und die Kunstfigur Atze Schröder in den Mittelpunkt der Handlungen setzt.

## Handlung
Atze Schröder ist in dieser Sitcom Kioskbesitzer in Essen-Kray. Als solcher beschäftigt er einen türkischen Angestellten namens Murat. Schröder bewohnt mit seiner blonden Lebensgefährtin Sabine, genannt „Biene“, eine Wohnung hinter dem Kiosk. Zu seinen Freunden und treuesten Kunden gehören Bodybuilder Harry und Polizist Viktor. Auch sein Vermieter Richard Plattmann, genannt „Opa Pläte“, taucht regelmäßig in der Serie auf.
Häufige Themen der Serie sind unter anderem geschlechterspezifische Differenzen, Wetten und Atze Schröders Profitstreben. Zu den Merkmalen der Serie gehört das von fast allen Figuren gesprochene Ruhrdeutsch.

## Episoden

### Staffel 1
- 1. Ein heißer Hund
- 2. Sex, Lügen & Videotapes
- 3. Der Zeitungsmarder
- 4. Schlamm drüber
- 5. Die anatolische Fliege
- 6. Der Döner-Krieg
- 7. Die Party
- 8. Die Schiffbrüchigen
- 9. Das große Los
- 10. Miss Wet T-Shirt
- 11. Peep-Show mit Handicap
- 12. Der getürkte Murat
- 13. Der Pleitegeier

### Staffel 2
- 14. Das Osterwunder
- 15. Die Geiselnahme
- 16. Samenraub
- 17. Die Sportskanone
- 18. Vatertag
- 19. Ein echter Höhepunkt
- 20. Herz ist Trumpf
- 21. Der Dieb von Bagdad

### Staffel 3
- 22. 12 Uhr Mittags
- 23. Immer Ärger mit Harry
- 24. Der Tiger von Essen-Kray
- 25. Die Legende
- 26. Der Flipperkönig
- 27. Mutti
- 28. Schwiegeropa Pläte
- 29. Bettgeschichten

### Staffel 4
- 30. Baby-Alarm
- 31. Schwere Jungs
- 32. Die türkische Braut
- 33. Baggern, pritschen und versenken
- 34. Dein schönster Tag
- 35. Der Kronprinz
- 36. Einfach irre
- 37. Schröders Liste

### Staffel 5
- 38. Das Winnetou-Gen
- 39. Die virtuelle Affäre
- 40. Die spinnen, die Römer
- 41. Mäusejagd
- 42. Der Teufelskerl
- 43. Harry & Jackie
- 44. Kinder, Kinder
- 45. Biene macht Karriere
- 46. Lattenknaller
- 47. Lockere Geschäfte
- 48. Durchgeknallt
- 49. Der Schatzvogel
- 50. Gangs of Essen-Kray

### Staffel 6
- 51. Männersachen
- 52. Die Spießerfalle
- 53. Der Lehrer
- 54. Das Juwel
- 55. Die Kette
- 56. Das Straßenfest
- 57. Die Behindertenwerkstatt
- 58. Plätes Geburtstag
- 59. Rivalen der Rennbahn
- 60. Der Clou
- 61. Der Kurschatten
- 62. Die Währungsreform
- 63. Alles hat seine Zeit

## Hauptfiguren

### Atze Schröder
Atze ist Kioskbesitzer und Freund von Biene. Seine optischen Markenzeichen sind seine Minipli-Frisur und eine getönte Fliegerbrille. Außerdem trägt er häufig Kleidung, die an die der 1980er-Jahre erinnert. Er bezeichnet sich selbst als „König des Viertels“ und hat ein stark bis übertrieben selbstbewusstes Auftreten. Er fährt in der Serie einen alten Opel Rekord E in Gold und träumt von Porsche. Atze Schröder verfügt neben einer sehr lockeren Ausdrucksweise über eine schnelle Auffassungsgabe, so dass er in diversen Situationen schnell rettende Ideen hat. Er kommentiert gerne die Probleme anderer mit vermeintlichen Lebensweisheiten, die in der Ausdrucksweise stark an den Handlungsort angepasst sind. Sein Markenzeichen ist, neben der Frisur und Brille, die Sprüche: „Ja, nee, is klar!“ und "Kehr, sicher!"

### Murat Günaydin
Murat (Fatih Çevikkollu) ist die einzige Aushilfe in Atzes Kiosk und mit diesem befreundet. Er übernimmt die Rolle eines schlecht bezahlten Arbeiters, während Atze Schröder keine einfachen Arbeiten übernimmt. Murat hatte schon mehrere Beziehungen, jedoch waren diese nicht von sehr langer Dauer. In seiner Freizeit ist er Ringer. Er hat eine große Familie in der Türkei. Manchmal reagiert er auf „Plätes“ und Atzes Sprüche mit Beleidigungen auf Türkisch. Die Untergebenenstellung des hart arbeitenden Murat zum arbeitsscheuen, aber fordernden Chef ist Grundlage vieler Gags in der Serie.

### Sabine „Biene“ Dreher
Biene (Heike Kloss) ist mit Atze liiert. Sie hatte sich schon in mehreren Jobs versucht, unter anderem als Filialleiterin einer Supermarktkette (wofür sie sich als unqualifiziert herausstellte). Generell hat sie jedoch bis zum Ende einer Folge keinen festen Job. Bienes Naivität und begrenzte Auffassungsgabe sind wichtige Merkmale des mit ihr verbundenen Humors. Typische Bemerkung der Figur: „Atze, du bist soooo süß!“

### Harry Möller
Harry (Norbert Heisterkamp) erfüllt die stereotypen Vorurteile gegenüber Bodybuildern in Bezug auf Interessen und Intelligenz. Er arbeitet als Getränkefahrer und ist seiner Freundin Jacqueline regelmäßig untreu.

### Viktor Schimanek
Viktor (Waldemar Kobus / Johannes Rotter) ist ein korrupter Polizist. Er verbringt einen großen Teil seiner Dienstzeit in Atzes Kiosk. Er hat Atze schon oft aus Schwierigkeiten geholfen und bricht Gesetze, um seinen Freunden zu helfen. So sorgt er dafür, dass Atzes Geschwindigkeitsübertretungen nicht verfolgt werden. Bei Atze findet man ihn gewöhnlich mit einem Käsebrötchen in der Hand vor.
In der Folge Der Flipperkönig (Folge 26) beteiligt er sich am Diebstahl eines alten Flipperautomaten aus der ehemaligen Stammkneipe „Pelikan“, die einem Frisörsalon weichen soll. Auf diesem Gerät ist Viktor seit über 20 Jahren Inhaber des Highscores. Um nicht in Konflikt mit dem Gesetz zu kommen, zieht er beim Entwenden des Flippers seine Uniform aus.

### Richard „Opa Pläte“ Plattmann
Opa Pläte (Jürgen Mikol) ist Atzes Vermieter. Die beiden können einander nicht besonders leiden und finden immer wieder neue Themen für einen Streit. Er kann als Choleriker beschrieben werden. Diese Eigenschaft und seine Vorliebe für Underberg und Magazine mit sexuellem Inhalt werden häufig humoristisch genutzt. Außerdem ist Opa Pläte in gewissem Maße ausländerfeindlich, es passt ihm nicht, dass Atze einen Türken beschäftigt, daher spricht er Murat auch stets mit „Ali“ an.

## Nebenfiguren

### Jacqueline
Jacqueline (Ninon Held), genannt Jacky, ist die Lebensgefährtin von Harry; sie ist mit Biene befreundet. Sie bemängelt häufig die mangelnde Fürsorge durch Harry. Geheimnisse von Harry gegenüber Jacqueline sind öfter der Auslöser des Haupthandlungsstranges.

### Karin Westermann
Frau Westermann (Lara Lamberti) ist eine hübsche Stammkundin, die eigentlich nicht in das Viertel rund um Atzes Kiosk passt. Ewald ist ihr Hausverwalter.

### Ewald Grothe
Ewald Grothe (Jo Betzing) ist Heiners Vater und Plätes Freund. Immer wenn er in „Atzes Kiosk“ einkauft, fehlt ihm das Geld, um zahlen zu können. Nach den ersten vier Staffeln ist er nicht mehr zu sehen. Sein Name tauchte aber noch in späteren Folgen auf.

### Hildegard Dreher
Hildegard (Margot Nagel) ist Bienes Mutter und erfüllt die typischen Klischees der Schwiegermutter. Atze mag sie offensichtlich nicht besonders. Sie war bereits einmal kurz mit Opa Pläte zusammen.

### Heiner Grothe
Heiner (Torsten Hammann) ist Ewalds schwer krimineller Sohn. Er schaut nur sehr gelegentlich mal bei Atze vorbei und zwar immer nur dann, wenn er mal grade auf Bewährung frei ist. Im Gefängnis bastelte er nur allzu gerne an Schiffsminiaturen aus Streichhölzern.

### Theo
Theo (Peter Nottmeier) ist ein Blinder, der ab der 4. Staffel ab und zu in Atzes Kiosk einkauft. Atze treibt dabei nur allzu gerne Schabernack mit dessen Behinderung. So verspricht er ihm in einer Folge zum Beispiel eine Tüte Speckmäuse gratis, sofern er die Tüte fängt. In einer anderen Folge verspricht er ihm ein Mohnbrötchen, „damit er auch mal was zu lesen hat“.

### Erdogan
Erdogan (Erden Alkan) ist ein Onkel von Murat und Inhaber einer Dönerbude, in welcher er schon mehrmals seinen Neffen als Vertretung einsetzte. Die Dönerbude stellt des Öfteren Konkurrenz für Atzes Kiosk dar. Eine eigene Währungsreform bedeutet am Ende aber den Untergang seines Geschäfts, den er allerdings billigend in Kauf nimmt, da er zu diesem Zeitpunkt schon lange geplant hatte, zurück in die Türkei zu ziehen, um dort ein eigenes Hotel zu eröffnen und zu betreiben.
Des Weiteren gibt es einige Figuren, welche nur namentlich in mehreren Gesprächen erwähnt werden, wie beispielsweise Rosie, sowie einige nur einmal auftretende Figuren.

## Redaktion Sitcom RTL
- Gunther Burghagen
- Christoph Dörr

- Die Regie lag bei Sophie Allet-Coche, Christoph Schnee, Ulli Baumann, Joseph Orr, Martin Przyborowski, Sven Unterwaldt und Georg Schiemann.

## Sonstiges

Das Ladengeschäft, das der Serie als Drehort diente, im Jahr 2025 (Geisselstraße 29, 50823 Köln-Ehrenfeld)

- Die einzelnen Episoden werden damit eingeleitet, dass Atze (selten auch andere Figuren) aus Sicht des Spiegels im Badezimmer zu sehen ist, wobei er meist auf alberne Weise mit Badezimmerutensilien spielt. In dieser Szene gab es auch mehrere Gastauftritte. Einmal trat nicht Atze, sondern Mike Krüger vor den Spiegel, wobei er mit Atzes Stimme sagte: „Siehst du morgens immer scheiße aus!“ Außerdem war einmal auch Otto Waalkes dabei. Als Atze im Vorspann der Folge 30 (Baby-Alarm) einen Stromschlag bekommen hatte und die Rauchwolke verschwunden war, sah man statt Atze Otto, der Atzes Spruch „Ja, nee, is klar!“ wiedergibt.
- Das Intro in der Folge Dönerkrieg beginnt hingegen mit einer vermeintlichen Sexszene zwischen Biene und Atze in deren Schlafzimmer.
- Episode 4.8/37 wurde erst am 23. August 2014, auf Super RTL, zum ersten Mal im Fernsehen ausgestrahlt. Dabei handelt es sich um „Schröders Liste“, in der Atze von seinem Großvater in der Kriegszeit berichtet. Die Folge wurde am 9. November 2004 mit den anderen aus der vierten Staffel auf DVD veröffentlicht.
- Gastauftritte hatten u. a. Ingo Naujoks (12 Uhr mittags), Michaela Schaffrath (Immer Ärger mit Harry), Otto Waalkes, Kelly Trump (beide Baby-Alarm), Olaf Schubert (Die spinnen, die Römer), Heinz Schenk (Das Osterwunder), Mike Krüger (Mäusejagd) und Manfred Lehmann (Schwere Jungs).
- Von der 1. bis zur 3. Staffel wird die Rolle des Viktor von Johannes Rotter gespielt, ab der vierten Staffel von Waldemar Kobus. Atze meint in der 1. Folge mit Kobus, dass sich an Viktor etwas verändert habe. Viktor erwidert darauf: „Ich war beim Friseur!“
- Die Serie erhielt bereits vier Preise. 2000 bekam die Person hinter Atze Schröder den Deutschen Comedypreis als bester Comedy-Act. 2003 erhielt er erneut einen, dieses Mal als bester Schauspieler. Im gleichen Jahr wurde Alles Atze zur besten Sitcom bei der Verleihung des Deutschen Fernsehpreises gekürt und zwei Jahre darauf gab es den Deutschen Comedypreis als beste Comedyserie.
- Die fünfte Staffel erreichte durchschnittlich 3,41 Millionen Zuschauer.[2] Am 12. Januar 2007 startete die finale sechste Staffel der Serie, welche jedoch unter Senderschnitt liegende Einschaltquoten erreichte. Ab Februar 2007 wurde der Sendeplatz schließlich auf 23:00 Uhr verschoben und die letzten Episoden wurden in Doppelfolgen ausgestrahlt.[3] Atze Schröder gab das Ende allerdings schon vorher in seinem Soloprogramm Atze im Wunderland bekannt.
- In der letzten Folge, Alles hat seine Zeit, spendiert Atze Murat eine Flasche Bier. Er meinte, dass dies das erste Mal gewesen sei, dass er ihm ein Bier ausgibt. Die Aussage ist allerdings falsch, da er genau wie Viktor und Harry bereits eins in der Folge Rivalen der Rennbahn bekommen hatte.
- In Der Clou sind im Büro des Produzenten die Comedypreise zu sehen, welche die Serie gewonnen hat.
- In Der Flipperkönig und Der Lehrer hat Martin Heisterkamp einen Gastauftritt. Er spielt in beiden Episoden in Rückblenden den jungen Harry, die Rolle, welche sein Verwandter Norbert Heisterkamp ansonsten spielt.
- Es gibt Unstimmigkeiten, was den Lieblingsverein von Atze betrifft. In Samenraub erwähnt Biene deutlich, dass er Fan von Rot-Weiss Essen ist. Auch ist beispielsweise ein Wimpel des Vereins in Atzes Schaufenster zu sehen sowie ein Kissen in seinem Wohnzimmer. In einigen anderen Folgen redet Atze allerdings mit seinen Freunden über das gemeinsame Ansehen von Spielen von Borussia Dortmund und in einer Folge fiebert er selbst mit Schal vor dem Fernseher mit. Diese anscheinenden Widersprüche lassen sich jedoch durch die ehemalige Fanfreundschaft sowie den Klassenunterschied der beiden Vereine erklären. Im echten Leben ist der Schauspieler hinter Atze Schröder BVB-Anhänger.
- Im Verlauf der Serie wird immer wieder der irische Sänger Chris de Burgh erwähnt. Die Frauen sind dabei große Fans, während die Männer seine Musik regelrecht hassen.
- Atze Schröder führt veröffentlichte Besetzungslisten zwar in aller Regel an, wird aber im Vorspann der Serie zuletzt genannt. Lediglich bei wenigen Episoden der ersten Staffel wird sein Name zuerst genannt.
- Die Episode Das große Los stellt ursprünglich die Pilotepisode dar, wurde dann aber als 9. Folge ausgestrahlt. Anstelle von Viktor ist hier einmalig der Polizist Werner (Armin Dillenberger) zu sehen. Außerdem tritt Harry in einer Gruppe von Loskäufern auf, ohne dass sein Name genannt wird, Jackie wird nicht erwähnt, Bienes Freundin heißt Rosi (ist aber nicht zu sehen) und Murat spricht mehr türkisch als in den anderen Episoden. Als Kunde wird „der blinde Ewald“ erwähnt. (Der spätere Charakter Ewald ist aber nicht blind). Weiterhin ist die komplette Kulisse (auch der Straßenzug) anders aufgebaut.
- Auffällig ist, dass die Serie fast ausschließlich in und vor Atzes Kiosk, sowie in dessen Wohnung spielt und dass Atze zwar oft in großen Problemen steckt, am Ende aber immer als Sieger vom Platz geht.
- Obwohl sich der Darsteller der Kunstfigur Atze Schröder gegen die Veröffentlichung seines bürgerlichen Namens juristisch zur Wehr setzt, erscheint der bürgerliche Name des Künstlers als Ideengeber im Abspann der Sendung. Dies gilt auch für Wiederholungen.
- In der Folge 58 (Plätes Geburtstag) reist Atze mit Biene und seiner Schwiegermutter nach London. Dort wird Queen Elisabeth II. dargestellt. In der Episode ergibt sich jedoch der Fehler, dass beim gemeinsamen Teetrinken eine deutsche Schukosteckdose zu sehen ist, obwohl im Vereinigten Königreich der Commonwealthstecker genormter Standard ist.
- Das Ladengeschäft, das der Serie als Drehort für Innen- und Außenaufnahmen diente, befindet sich in der Geisselstraße 29 in 50823 Köln-Ehrenfeld.

## Nachweise
1. ↑  Frau Westermann nennt in „Die Sportskanone“ (S02E04) Ewalds Nachnamen
2. ↑  Uwe Mantel: RTL: "Alles Atze" endet nach der kommenden Staffel. In: DWDL.de. 30. November 2006, abgerufen am 25. März 2023.
3. ↑  Jochen Voß: Miese Quoten: Atze landet im Spätprogramm. In: DWDL.de. 19. Januar 2007, abgerufen am 14. April 2023.